# نوبوهيرو واتسوكي
نوبوهيرو واتسوكي (باليابانية: 和月伸宏) (واتسوكي نوبوهيرو بالترتيب الياباني، ولد في 26 مايو 1970) هو مانغاكا ياباني اشتهر بسلسلته روروني كنشين من قصص الساموراي، عمل لفترة كمساعد لفنان المانغاكا المفضل لديه تاكيشي أوباتا.

## روابط خارجية
- نوبوهيرو واتسوكي على موقع IMDb (الإنجليزية)
- نوبوهيرو واتسوكي على موقع ميوزك برينز (الإنجليزية)
- نوبوهيرو واتسوكي على موقع قاعدة بيانات الفيلم (الإنجليزية)
- نوبوهيرو واتسوكي على موقع كينوبويسك (الروسية)
- نوبوهيرو واتسوكي على موقع ANN person (الإنجليزية)